# Bay quarter
Le Bay Quarter est un centre commercial et un gratte-ciel de Yokohama au Japon. Il a été construit en 2009 et s'élève à 156 mètres.